# Dolichopeza (Dolichopeza) katoi
Dolichopeza (Dolichopeza) katoi is een tweevleugelige uit de familie langpootmuggen (Tipulidae). De soort komt voor in het Palearctisch gebied.